# أولاد سليم (مهاية)
أولاد سليم هي إحدى مشيخات المملكة المغربية، تتبع جغرافيا لعمالة مكناس وإداريًا لمهاية. يقدر عدد سكانها بـ 7563 نسمة حسب الإحصاء الرسمي للسكان والسكنى لسنة 2004.